# Salle Gaveau (バンド)
Salle Gaveau（サルガヴォ）は、日本のタンゴ・バンド。バンド名はパリにあるコンサートホールに由来している。アストル・ピアソラの音楽に強い影響を受け、タンゴをベースにクラシック音楽、ジャズ、プログレッシブ・ロックなどの要素を取り入れている。

## メンバー

### 現在のメンバー
- 鬼怒無月：ギター（2003年 - ）
- 佐藤芳明：アコーディオン（2003年 - ）
- 鳥越啓介：コントラバス（2003年 - ）
- 林正樹：ピアノ（2005年 - ）

### 元メンバー
- 喜多直毅：ヴァイオリン（2003年 - 2012年）

## 経歴
2003年
- 春頃、鬼怒無月がリーダーとなりメンバーを集め喜多直毅、佐藤芳明、鳥越啓介の4人でPlay Post Tango And More名義で東京都内でライブ活動を始める。

2005年
- 6月26日、下北沢LADY JANEで行われたライブで正式なバンド名をSalle Gaveauと発表する。
- 9月1日、江古田BUDDYで行われたライブでピアニストの林正樹が加入。

2006年
- 4月、吉祥寺GOK SOUNDでアルバム『Alloy』のレコーディングを行う。
- 9月、吉祥寺GOK SOUNDでアルバム『Alloy』のミックス、マスタリングを行う。

2007年
- 2月18日、ファースト・アルバム『Alloy』が、まぼろしの世界レーベルから発売される。
- 4月13日、パリで行われた「Rock In Opposition France Event 2007」（英語版）に出演。他の出演者にマグマ、ピーター・ブレグヴァド・トリオ、ファウスト、プレザン、ザオ、マッツ/モルガン、グアポ、ネベルネスト。
- 7月2日、新宿ピット・インでアルバム『Alloy』のレコ発ライブを行う。サックス奏者の梅津和時がゲストとして参加。
- 7月23日、BS日テレ「MIT Revolutions」で「Strange Device」「Pointed Red」のライブ映像が放送される。

2008年
- 2月、吉祥寺GOK SOUNDでアルバム『Strange Device』のレコーディング、ミックス、マスタリングを行う。
- 3月9日、シンガポールで行われた「MOSAIC MUSIC FESTIVAL 2008」（英語版）に出演。他の出演者にハリー・コニック・ジュニア、SOIL&"PIMP"SESSIONS、yanokamiなど。
- 6月20日、吉祥寺STAR PINE'S CAFEでアルバム『Strange Device』のレコ発ライブを行う。他の出演者に日比谷カタン、Tango-jack。
- 6月25日、セカンド・アルバム『Strange Device』が、まぼろしの世界レーベルから発売される。
- 7月20日、調布市で行われた「JAZZ ART せんがわ 2008」に出演。他の出演者にヒカシュー、シカラムータなど。
- 8月26日 - 9月6日、初めてのヨーロッパツアーとしてドイツ、オランダ、フランス、オーストリア、イタリアで公演を行う。
- 9月26日、パリ日本文化会館（フランス語版）で行われた国際交流基金主催による「Jazz in Japan 2008」に出演。林正樹のスケジュールの都合がつかずピアニストの黒田京子がゲストとして参加。
- 12月8日、NHK506スタジオで「次郎の流儀1」「恭倹」「白洲次郎メインテーマ2」「白洲正子のテーマ」「正子と次郎」「青山二郎」（いずれも作曲は大友良英）を録音する。

2009年
- 5月20日、録音に参加したNHKドラマスペシャル「白洲次郎」のサウンドトラックがEMIミュージック・ジャパンから発売される。
- 10月14日 - 11月11日、インターネットラジオJJazz.Netの番組「Jazz Today」でライブ音源が配信される。

2010年
- 1月 - 2月、音響ハウスでアルバム『La Cumparsita』のレコーディング、ミックスを行う。
- 2月26日、六本木ヒルズアリーナで行われた岡本太郎生誕100年バースデーイベント「TARO100祭」に出演。他の出演者に鼓童、田島貴男、OKAMOTO'S。
- 6月22日、六本木STB139でアルバム『La Cumparsita』のレコ発ライブを行う。
- 6月23日、サード・アルバム『La Cumparsita』がタワーレコードのフリーマガジンintoxicateが運営するintoxicate recordsから発売される。デザインには岡本太郎の作品が使用される。
- 9月26日 - 10月6日、2度目のヨーロッパツアーとしてドイツ、オランダ、イタリアで公演を行う。
- 10月10日、横浜市で行われた「横濱ジャズプロムナード 2010」に出演。

2011年
- 10月9日、横浜市で行われた「横濱ジャズプロムナード 2011」に出演。

2012年
- 4月23日に新宿ピット・インで行われたライブを最後にヴァイオリニストの喜多直毅が活動から離れる。

2015年
- 9月21日、NHK-FM「今日は一日“プログレ”三昧 The 4th」に鬼怒無月が出演し「Pointed Red」が放送される。

## 評価
- 『現代ギター』において東京医科歯科大学教養部准教授で音楽ライターの徳永伸一はファースト・アルバム『Alloy』について「変拍子やポリリズムを取り入れた緊張感の高いアンサンブルの中に狂気とロマンチシズムが交錯する、奇跡的なデビューアルバム」「全盛期のピアソラ5重奏団と対等に比較し得る個性と演奏能力を兼ね備えたバンドが遂に登場した」[1][2]、セカンド・アルバム『Strange Device』について「表現技法としてのタンゴと闘争的改革精神という、ピアソラの本質的な（すなわち表面的な模倣の対極に位置する）要素がますます研ぎ澄まされた」と評した[3][4]。

## ディスコグラフィー

### アルバム
特記がない曲の作曲は鬼怒無月
- Alloy アローイ（2007年2月18日 まぼろしの世界 MABO-023）
  1. Alloy
  2. Parade
  3. Nullset
  4. Seven Steps to "Post Tango"（作曲：佐藤芳明）
  5. Tempered Elan
  6. Pointed Red
  7. Calcutta（作曲：林正樹）
  8. Arcos
  9. Crater
- Strange Device ストレンジ・デヴァイス（2008年6月25日 まぼろしの世界 MABO-025）
  1. Jehu
  2. 800%（作曲：林正樹）
  3. Tingo（作曲：佐藤芳明）
  4. Weightless Zoo（作曲：林正樹）
  5. Strange Device
  6. Rock-A-Tango（作曲：鳥越啓介）
  7. ジョルジュ・ドゥ・ラ・トゥールの蝋燭 -Bougie a Georges de La Tour-（作曲：佐藤芳明）
  8. Automata
  9. 黒いカマキリ -Una Santateresa Negra-（作曲：喜多直毅）
- La Cumparsita ラ・クンパルシータ（2010年6月23日 intoxicate records INTD-1015）
  1. ラ・クンパルシータ La Cumparsita（作曲：ヘラルド・マトス・ロドリゲス、編曲：佐藤芳明）
  2. 童話で書かれた生態系 Ecosistema representado por cuentos infa（作曲：林正樹）
  3. 悪魔にやられた悪魔 Endiablamos al diablo（作曲：佐藤芳明）
  4. 雨は午後三時に Rain at 3:00 P.M.
  5. 影絵遊び Magic Shadow Show（作曲：喜多直毅）
  6. 年に三度の日曜日 Three Sundays in a Year
  7. ロジウラのトゥランブラン Saya Melihat Terang bulan di gang（作曲：佐藤芳明）
  8. 行進するライナセロスヴァイパー Rhinoceros vipers marched
  9. 神保町夕間暮れ Afterglow above Jimbo-cho（作曲：喜多直毅）
  10. ぐちゃぐちゃな秩序 Messy order（作曲：鳥越啓介）

### 映像作品
- Official Live Bootleg DVD 2007（2007年4月 ポセイドン PPT-006）
  1. Strange Device
  2. Parade
  3. Pointed Red
  4. Nullset
  5. Seven Steps to "Post Tango"（作曲：佐藤芳明）
  6. Alloy
  7. Arcos
  8. Tingo（作曲：佐藤芳明）
  9. Crater
  10. Calcutta（作曲：林正樹）
  11. Art Deco

2007年3月11日 アサヒ・アートスクエアでのライブを収録。
RIO France Event 2007での会場販売用に製作。日本国内では未発売(PALフォーマット)。